# NGC 7420
NGC 7420 је спирална галаксија у сазвежђу Пегаз која се налази на NGC листи објеката дубоког неба.
Деклинација објекта је + 29° 48' 20" а ректасцензија 22h 55m 32,0s. Привидна величина (магнитуда) објекта NGC 7420 износи 14,4 а фотографска магнитуда 15,1. NGC 7420 је још познат и под ознакама MCG 5-54-18, CGCG 496-23, KARA 998, NPM1G +29.0474, PGC 70017.